# Swell (Band)
Swell war eine Indie-Rock-Band, die 1989 in San Francisco von David Freel (Gitarre, Gesang) und Sean Kirkpatrick (Schlagzeug) gegründet worden war.

## Bandgeschichte
Nach der Anwerbung eines zweiten Gitarristen John Dettman und des Bassisten Monte Vallier nahm die Band ein selbstbetiteltes Album auf und brachten es auf ihrem eigenen Label Psycho-Specific im April 1990 heraus.
David Freel hat später unter dem Namen Be My Weapon ein Album veröffentlicht. Er starb am 12. April 2022, wie die Band auf ihrem Facebook-Account bekanntgab. 

## Stil
Swells Einflüsse reichen von Neo-Psychedelic über Noise Pop bis hin zu Ennio Morricone.

## Diskografie

### Alben
- 1990: Swell
- 1993: Well?
- 1994: 41
- 1997: Too Many Days Without Thinking
- 1998: For All the Beautiful People
- 2000: Feed
- 2001: Everybody Wants to Know
- 2003: Bastards and Rarities 1989-1994
- 2003: Whenever You're Ready
- 2007: The Lost Album
- 2007: South of the Rain and Snow